# René-Xavier Prinet

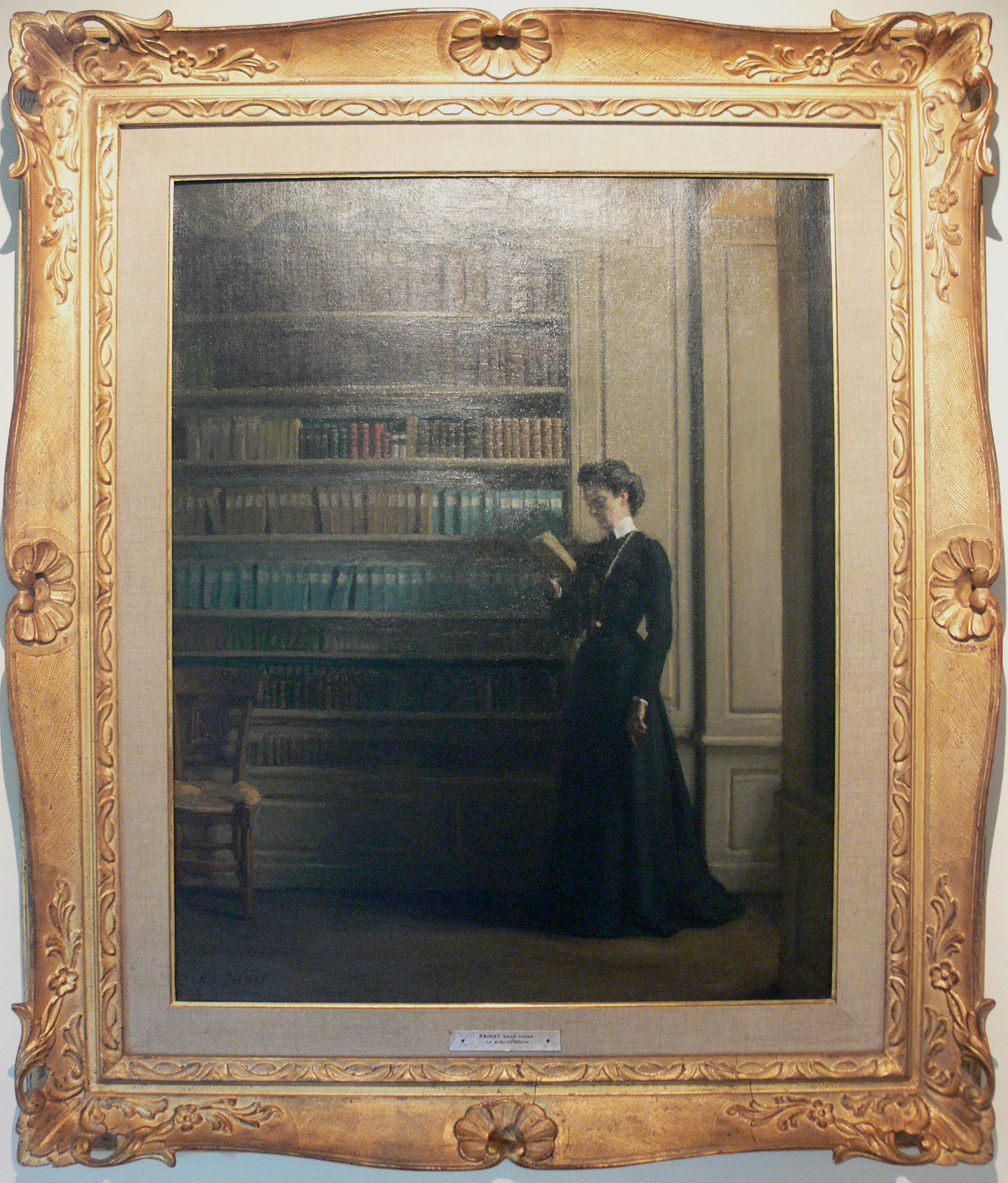
Biblioteket, målning av Prinet.

René-Xavier Prinet, född den 31 december 1861 i Vitry-le-François, departementet Marne, död den 26 januari 1946 i Bourbonne-les-Bains, var en fransk målare.
Prinet målade porträtt, landskap och interiörer med figurer: Badet (1888, Luxembourgmuseet), Danslektion (1890, Göteborgs konstmuseum), De fyra årstiderna (1893), i Hederslegionens palats), I solen (1896) och Vid brasan (konstföreningen i Helsingfors).